# Charaxinae
Charaxinae es una subfamilia de lepidóptero perteneciente a la familia Nymphalidae. Comprende unas 400 especies que se encuentra en los trópicos de América, Europa, China y sur de Australia. Hay una variación considerable entre las especies. Por ejemplo, algunas son de tamaño medio de color naranja brillante arriba y moteado gris o castaño por abajo. Esta coloración les ayuda a parecer una hoja muerta mientras descansa de su vuelo y mantiene las alas cerradas.

## Géneros
- Tribu Charaxini Guenée, 1865
  - Polyura
  - Charaxes
- Tribu Euxanthini Rydon, 1971
  - Euxanthe
- Tribu Pallini Rydon, 1971
  - Palla
- Tribu Prothoini Roepke, 1938
  - Prothoe
  - Agatasa
- Tribu Preponini Rydon, 1971
  - Agrias
  - Prepona
  - Archaeoprepona
  - Noreppa
  - Anaeomorpha
- Tribu Anaeini
  - Anaea
  - Coenophlebia
  - Consul
  - Fountainea
  - Hypna
  - Memphis (anteriormente incluido en Anaea)
  - Polygrapha
  - Siderone
  - Zaretis

### Galería

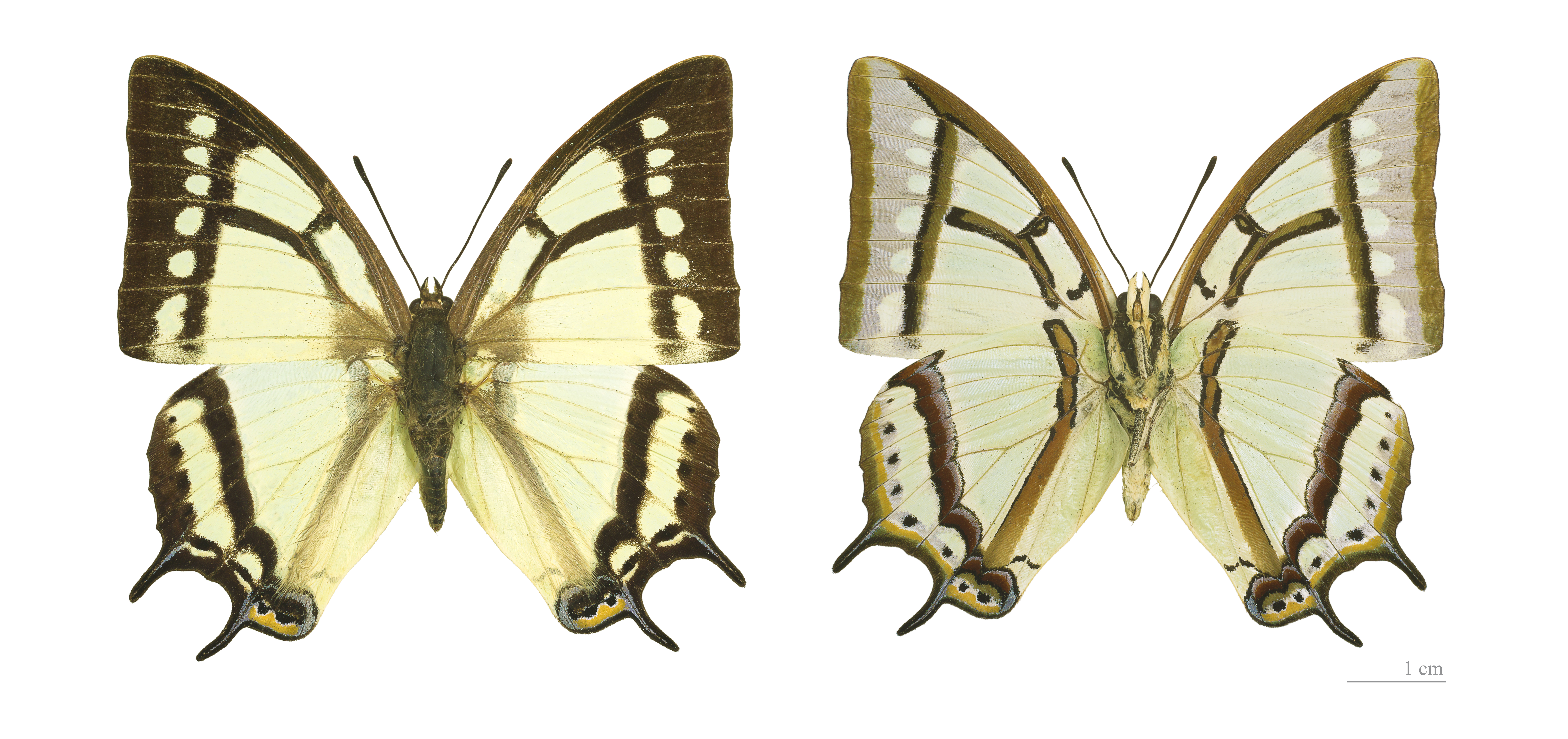
Polyura - Polyura narcaeus ♂
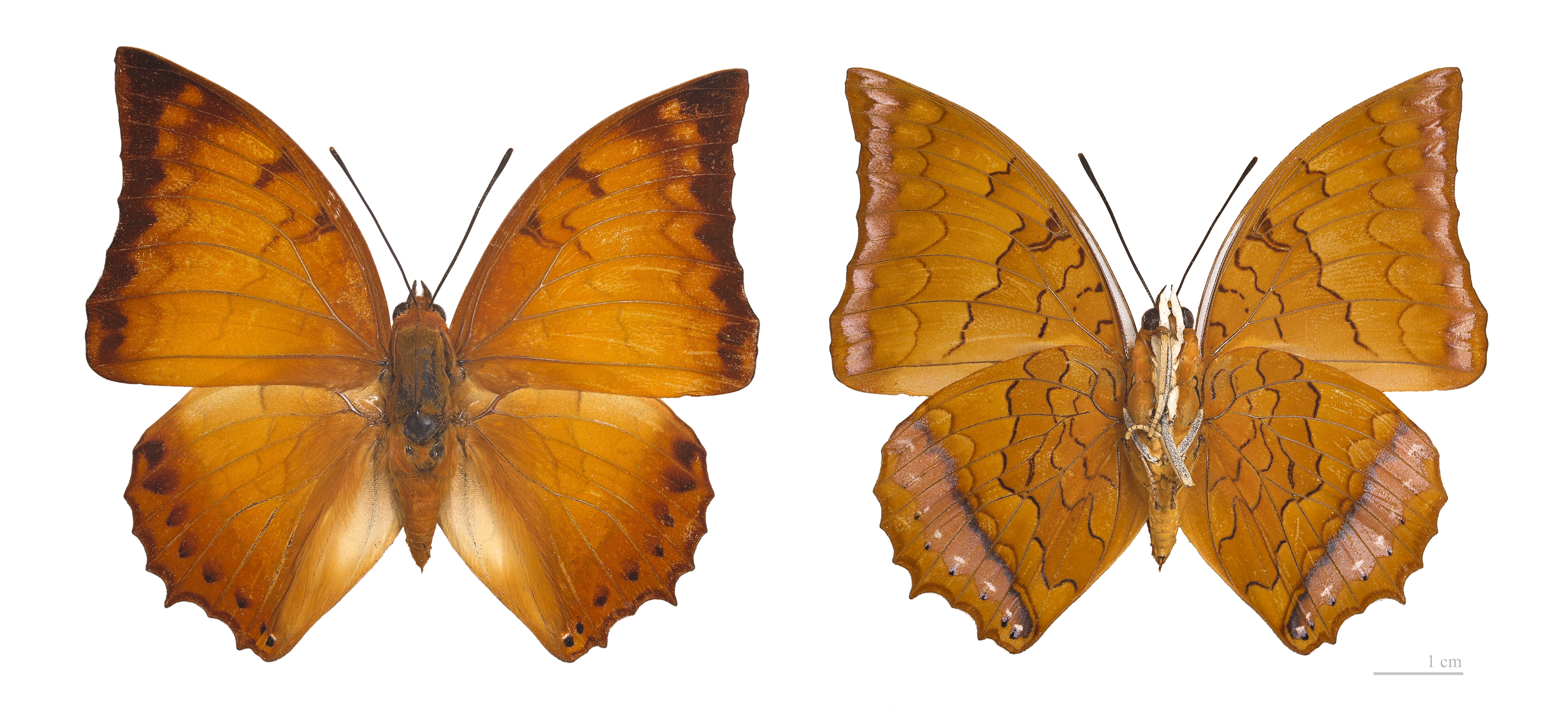
Charaxes - Charaxes distanti ♂
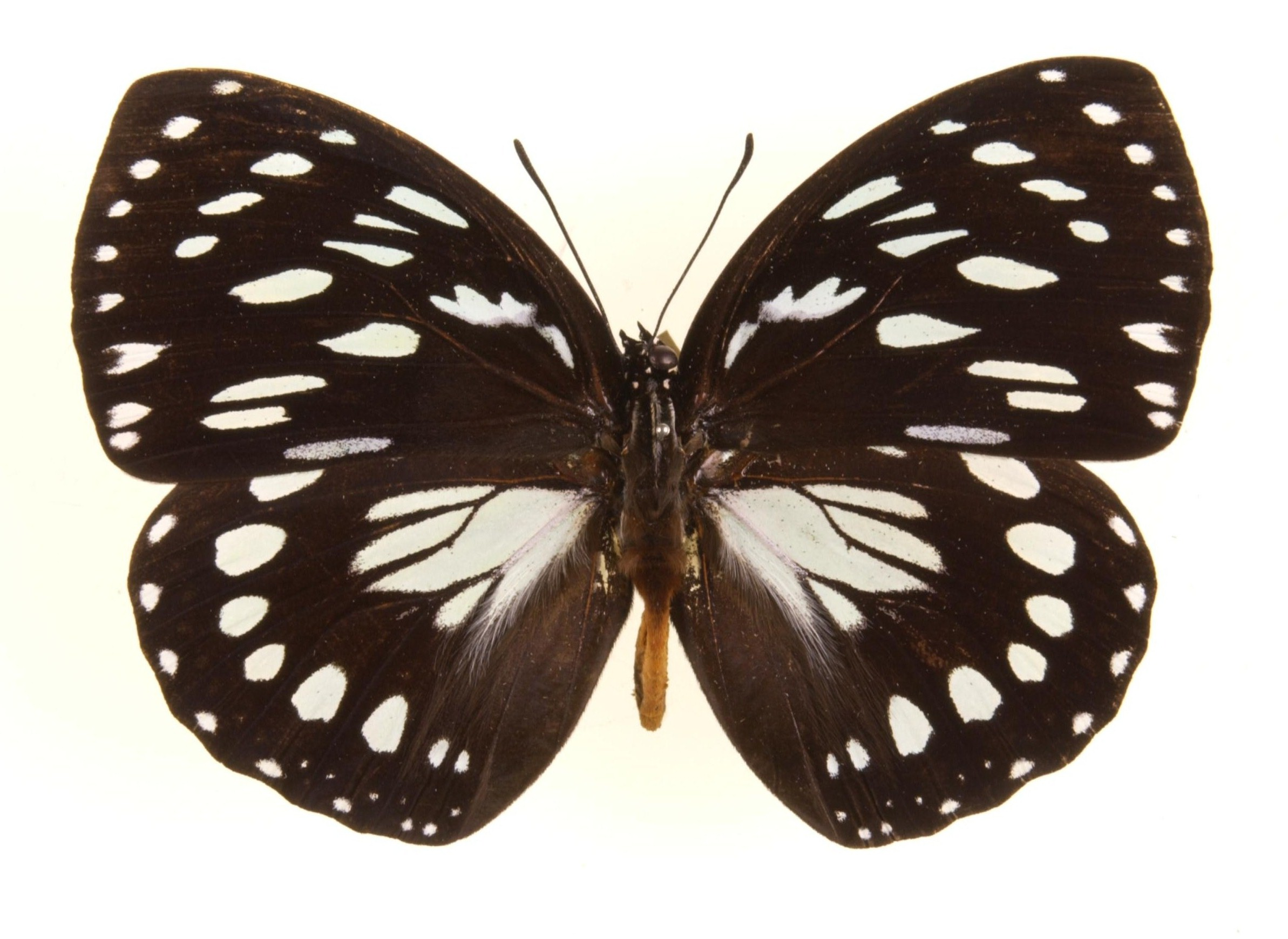
Euxanthe - Euxanthe eurynome
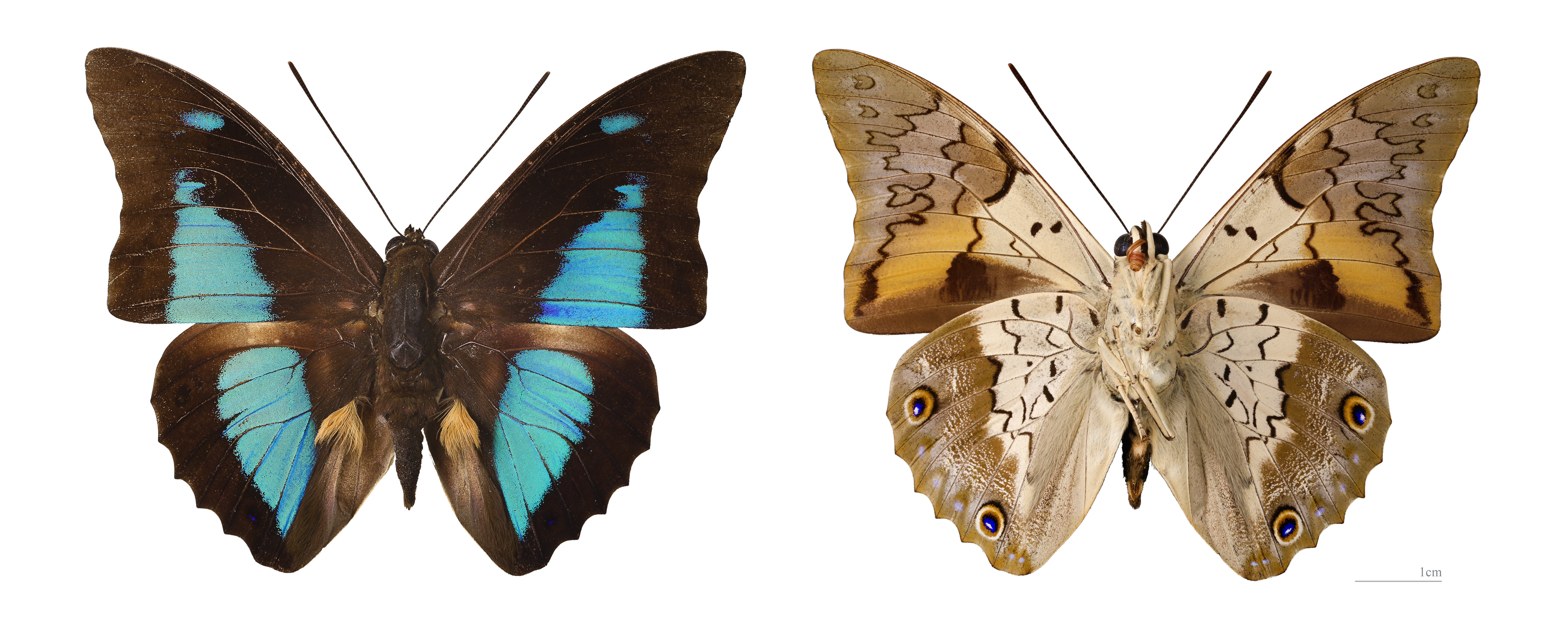
Prepona - Prepona laerteslaertes ♂
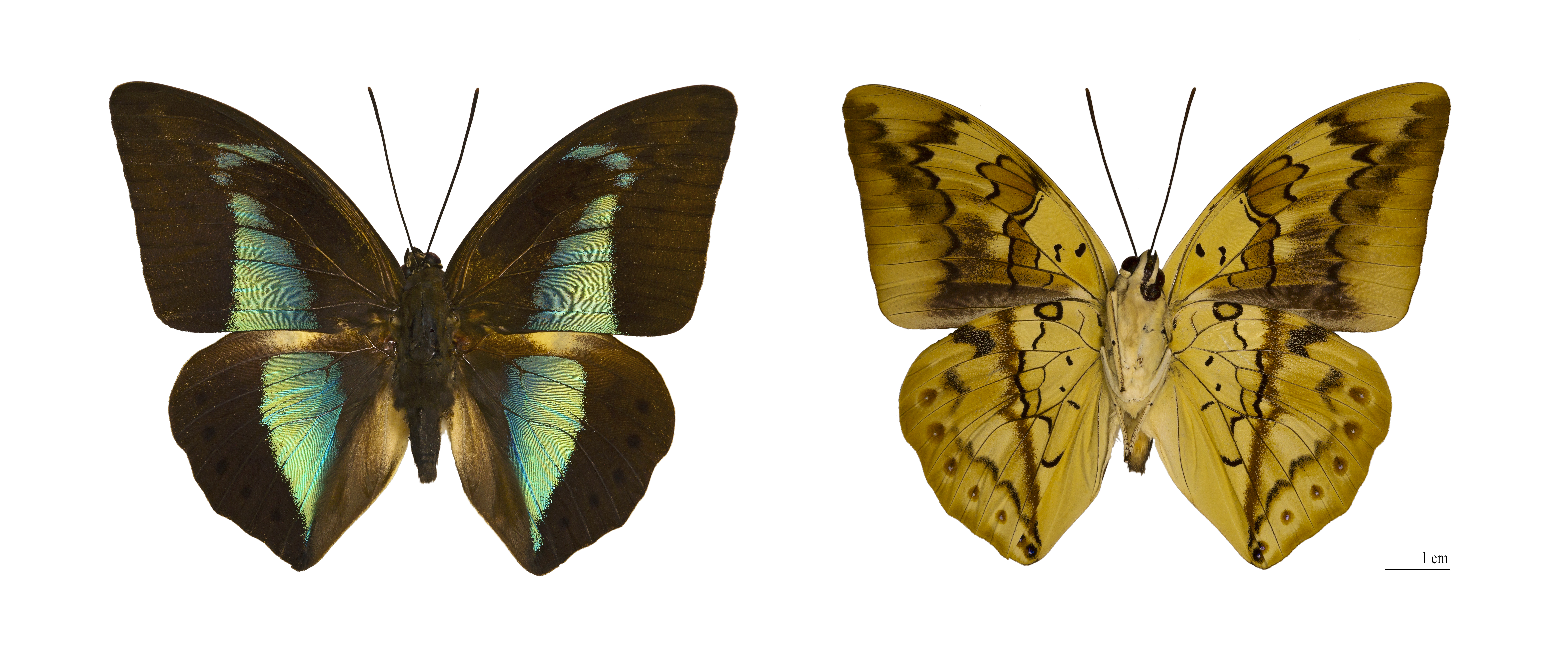
Archaeoprepona - Archaeoprepona licomedes ♂
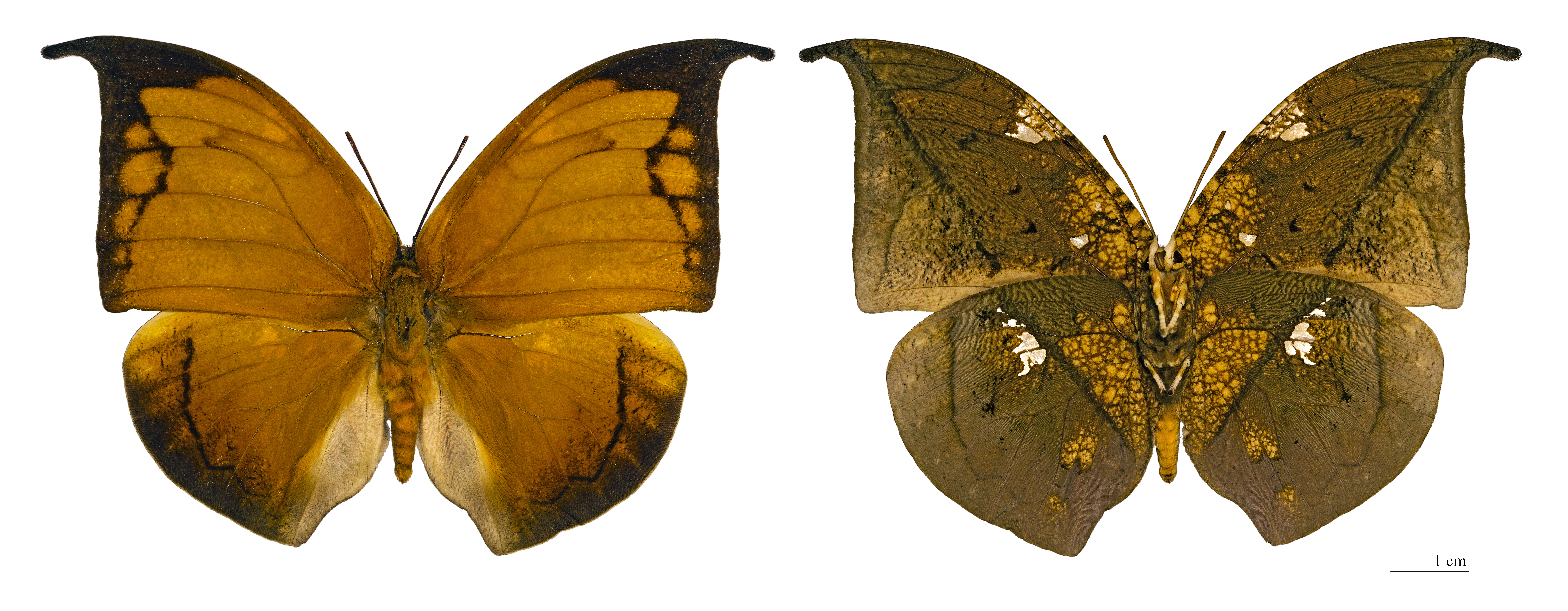
Anaea - Anaea archidona ♂
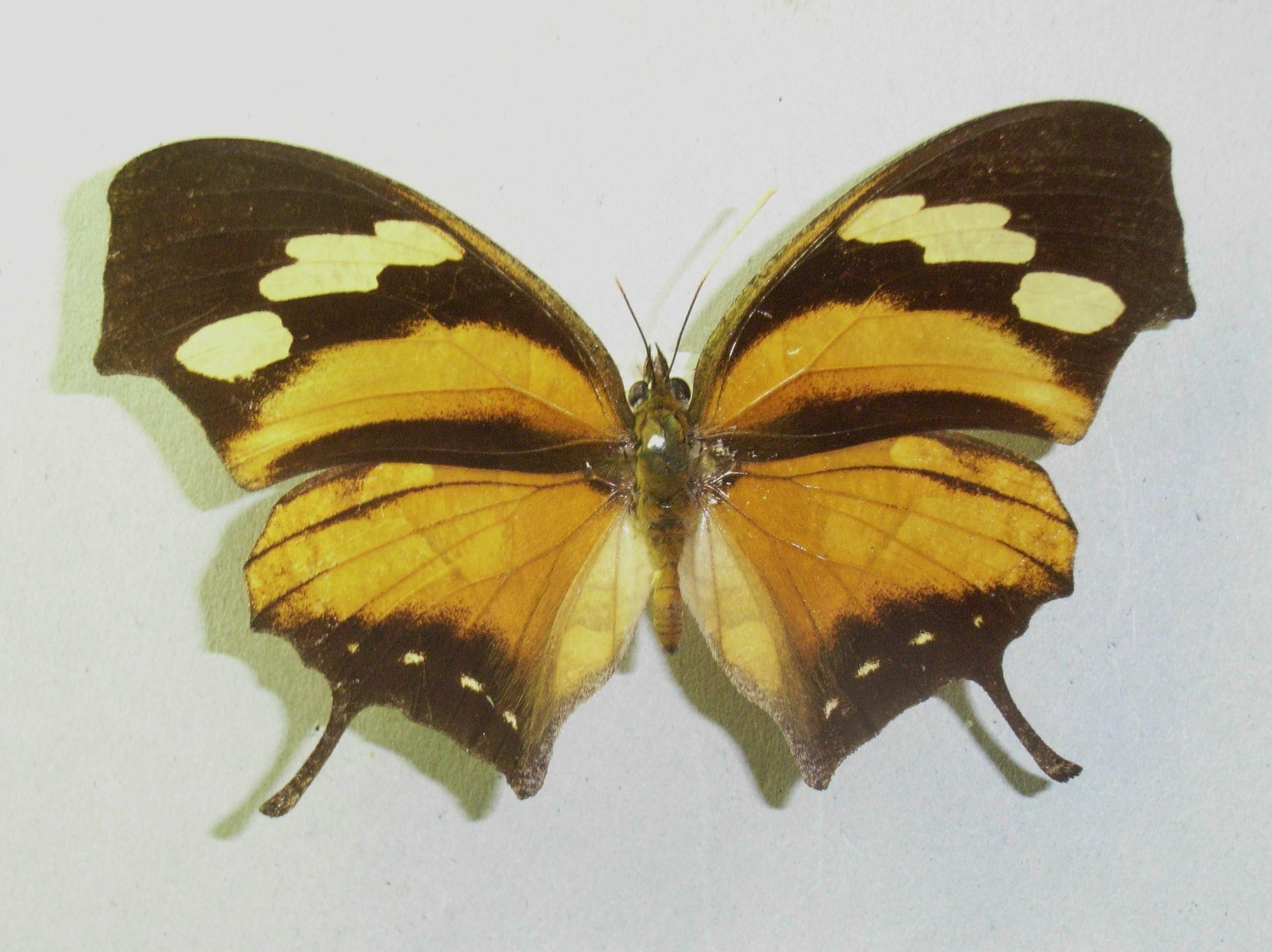
Consul - Consul fabius
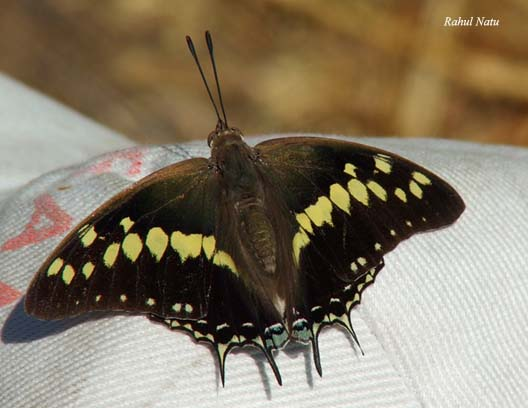
Charaxes solon
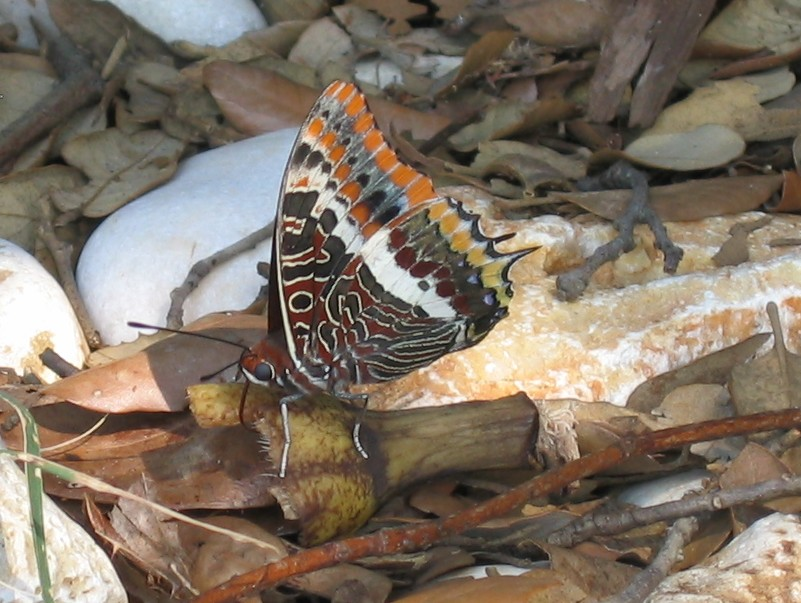
Charaxes jasius
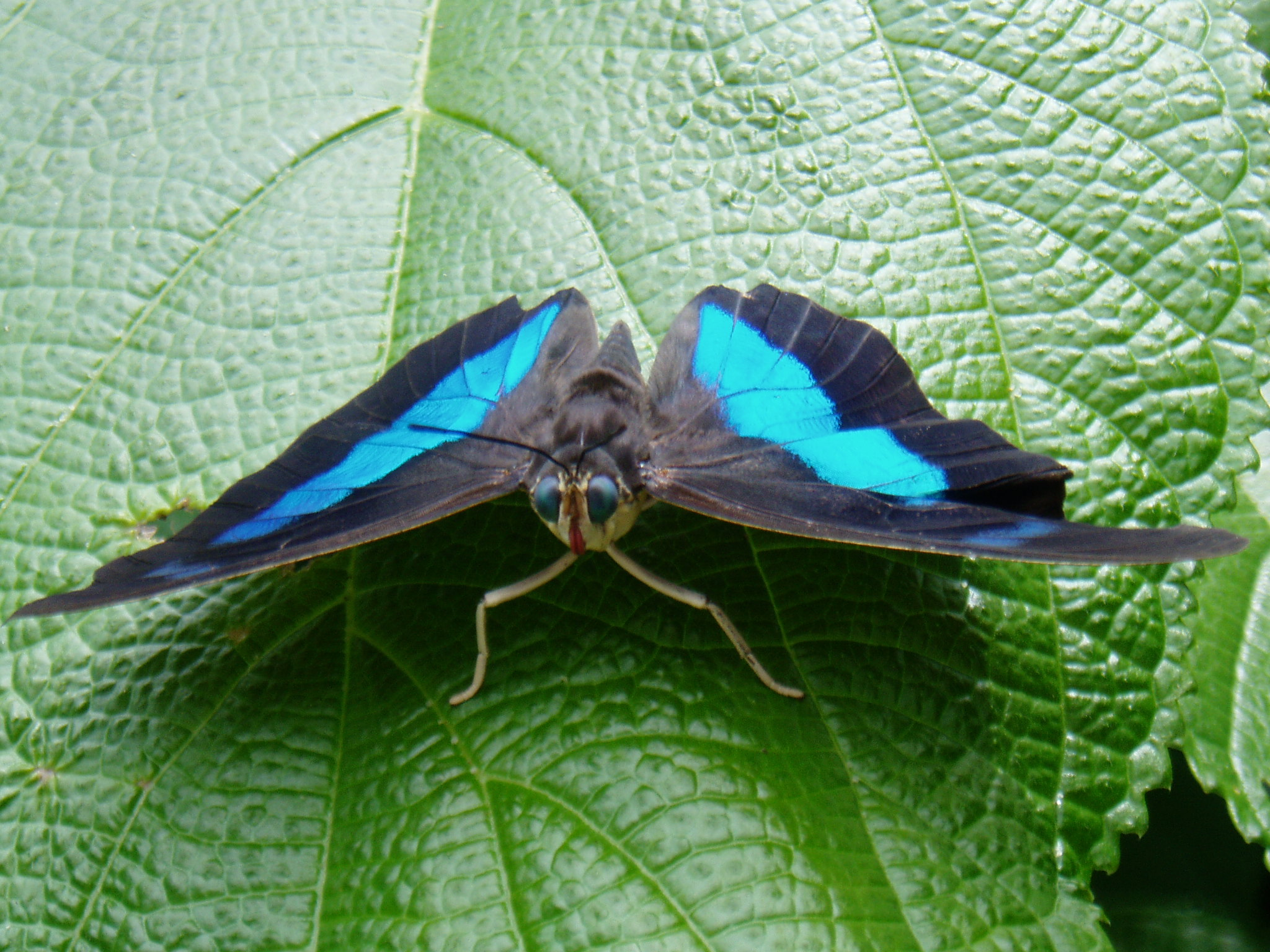
Archaeoprepona demophon